# Evangelische Elisabethkirche (Murau)

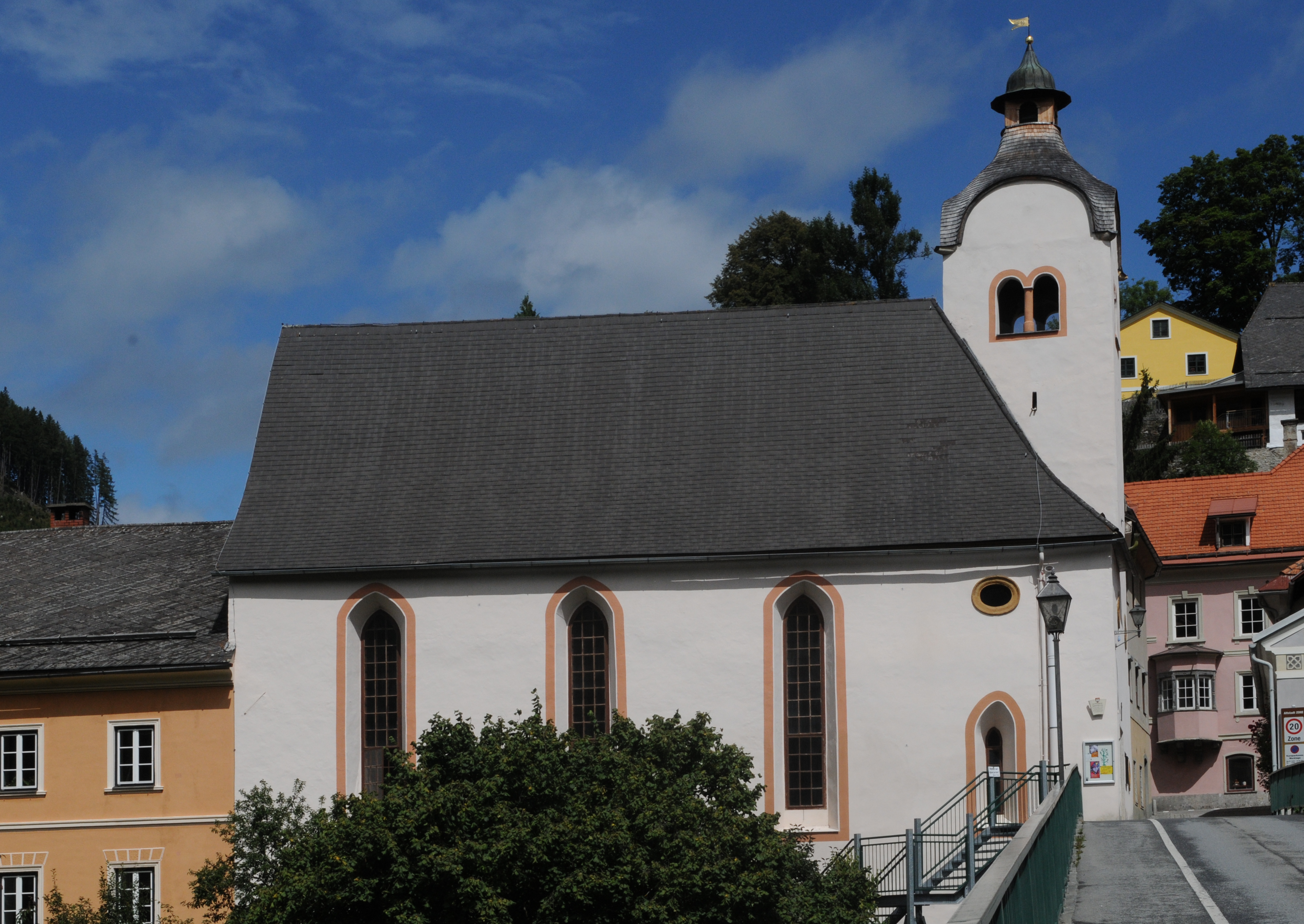
Die Kirche über der Mur von Süden

Die Evangelische Elisabethkirche in Murau ist das geistige Zentrum der Evangelischen Pfarrgemeinde A.B. Murau-Lungau, Evangelische Superintendentur A. B. Steiermark. Die Pfarrgemeinde umfasst neben dem politischen steirischen Bezirk Murau auch den salzburgischen Lungau.

## Geschichte

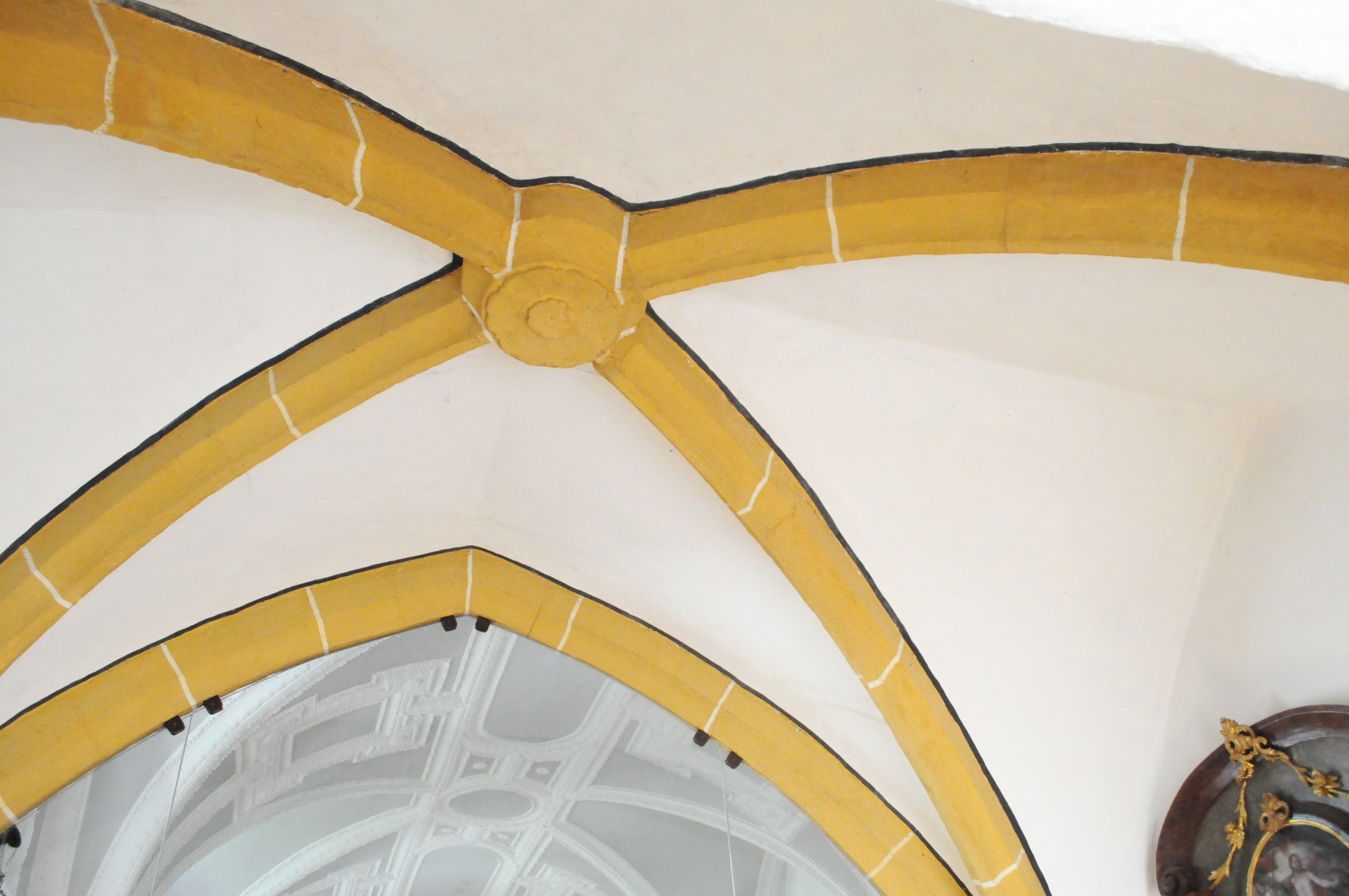
Kreuzrippen in der Vorhalle

Die Kirche, stadtseitig bei der Marktbrücke gelegen, wurde als Spitalskirche der heiligen Elisabeth 1329 erstmals urkundlich erwähnt und im 17. Jahrhundert umgestaltet. Vom Einsetzen der Reformation um etwa 1528 bis zur Gegenreformation und zur Vertreibung der Protestanten 1599 war sie eine evangelische Kirche. Unter Kaiser Joseph II. wurde sie 1789 profaniert und versteigert. 1923 wurde ein hölzerner Fußboden eingezogen und das Bauwerk bis 1975 als Turnsaal und bis 1977 als Tischtennishalle verwendet.
Aufgrund des Toleranzpatents von 1781 von Kaiser Joseph II. durften die evangelischen Christen, die vorher nur im Untergrund einen Geheimprotestantismus aufrechterhalten konnten, wieder sogenannte Toleranzgemeinden gründen. Nachdem Murau von verschiedenen Gemeinden mitbetreut wurde, kam es 1918 an die in diesem Jahr wiederbegründet Pfarre Judenburg, und wurde 1966 Predigtstation. 1985 wurde die Judenburger Tochtergemeinde Murau begründet.
Die Stadt Murau hatte seit 1920 einen Raum als Betsaal zur Verfügung gestellt. Ab 1979 konnte die Elisabethkirche nach fast 200 Jahren wieder als würdiger Gottesdienstraum geweiht werden. Teile der Kirche wurden als evangelisches Diözesanmuseum adaptiert.
Im Jahre 2002 ging die Elisabethkirche von Karel Schwarzenberg für einen symbolischen Betrag in den Besitz der evangelischen Gemeinde über.

## Architektur

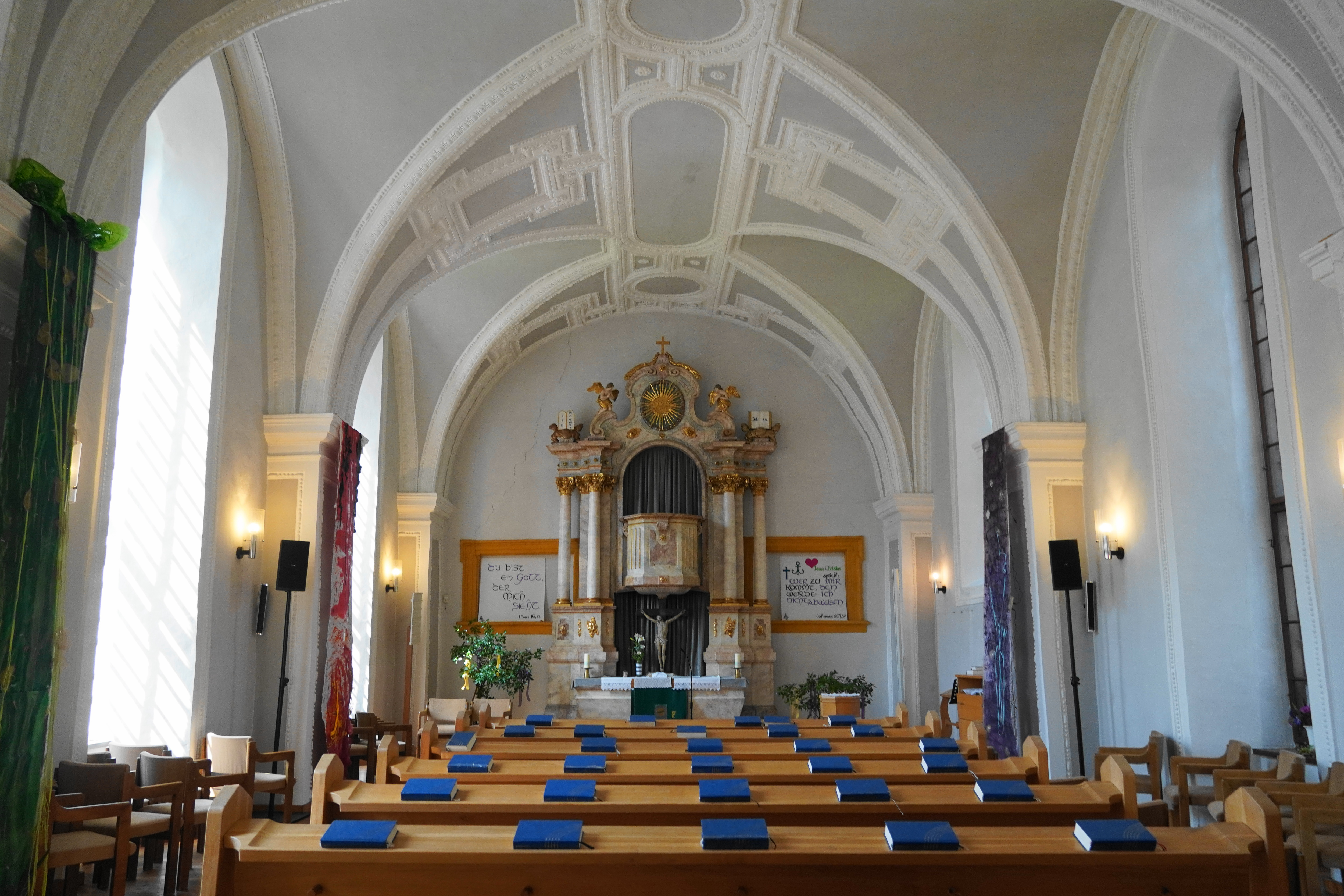
Innenraum mit Kanzelaltar

Der frühbarocke dreijochige Saalraum stammt aus der Zeit von 1628 bis 1644. Im Osten sind am Turm und in der Sakristei noch gotische Bauteile der Vorgängerkirche erhalten, wie auch die hohen, schmalen Spitzbogenfenster in der Südwand des Kirchenschiffs. Das Schiff hat ein Tonnengewölbe auf Wandpfeilern mit Stichkappen und Stuckfeldern mit Perl- und Eierstabrahmen aus der Zeit um 1640, Giuseppe Pazarino zugeschrieben. Der an der Nordostecke eingestellte Turm hat gekuppelte Rndbogenschallfenster und eine barocke Haube. Die Sakristei in der Südostecke hat ein gotisches Südfenster und ein schweres Kreuzrippengewölbe mit einer Blattrosette als Schlussstein.
Unter dem Schiff befindet sich eine Unterkirche mit einem Platzlgewölbe auf Gurtbögen.

## Ausstattung

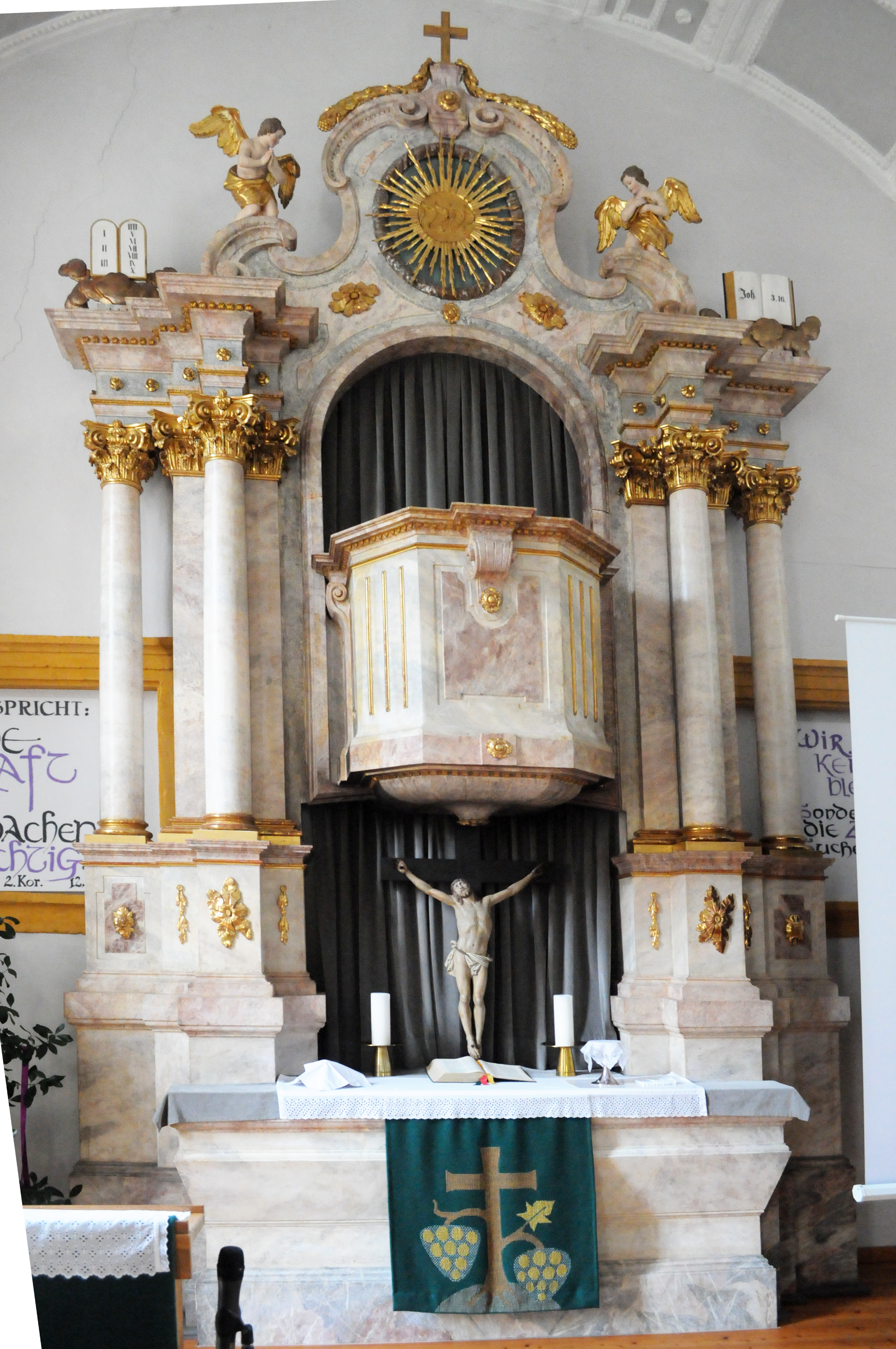
Kanzelaltar

An Ausstattung enthält die Kirche einen klassizistischen Kanzelaltar, ein Kirchengestühl, eine kleine transportable Orgel und einige kleinere Kunstwerke.

## Nutzung
Derzeit (2014) findet am jeweils 2. und 4. Sonntag eines Monats ein Gottesdienst statt. In der Unterkirche befindet sich das 2013 wiedereröffnete Evangelische Diözesanmuseum in der Steiermark. Bei einem Besuch des Diözesanmuseums kann auch die Kirche besichtigt werden. Das Museum wurde 1979 eingerichtet und befand sich bis zur Renovierung 2013 in einem durch eine Glaswand und einen Vorhang abgetrennten Bereich der Kirche.
Nach Jahren mit einer halben Pfarrstelle wird die Gemeinde seit 2012 vom Pfarrer der evangelischen Gemeinde in Judenburg als Administrator mitverwaltet. Im September 2014 wurde er offiziell auch als Pfarrer von Murau in sein Amt eingeführt und betreut dann beide Gemeinden als Pfarrgemeindeverband.